# Epy Vélez
Epy Vélez nacida en Guadalajara, Jalisco, el 7 de febrero de 1997, es una actriz mexicana.Ha aparecido en varios proyectos de televisión como La Rosa de Guadalupe, La mujer del diablo, María Félix: La Doña, Te acuerdas de mi, La madrastra, entre muchos más.

## Filmografía
| Año  | Telenovela          | Personajes                |
| ---- | ------------------- | ------------------------- |
| 2024 | El precio de amarte | Xanat Rivas               |
| 2024 | Marea de pasiones   | Nora                      |
| 2022 | La madrastra        | Violeta Prado             |
| 2022 | La mujer del diablo | Guadalupe 'Lupita'        |
| 2021 | Te acuerdas de mí   | Emilia Sánchez de Galicia |

#### Series de televisión
| Año       | Serie                  | Personajes   |
| --------- | ---------------------- | ------------ |
| 2024      | Lalola                 | Alexa        |
| 2022      | María Félix: La Doña   | Bibi         |
| 2022      | Rutas de la vida       | Mía          |
| 2020      | Esta historia me suena | Varios roles |
| 2015-2020 | La rosa de Guadalupe   | Varios roles |

### Películas
| Año  | Película  | Personajes |
| ---- | --------- | ---------- |
| 2020 | Papelitos | /          |